# قنطريون دمشقي
القنطريون الدمشقي واسمه العلمي (باللاتينية: Centaurea damascena) نوع نباتي ينتمي إلى جنس القنطريون من الفصيلة النجمية.

## الموئل والانتشار
موطنه المشرق العربي.